# Liste des pays par nombre de réfugiés
La liste des pays par nombre de réfugiés classe les pays du monde en fonction de leur nombre de réfugiés internationaux. D'après le Haut Commissariat des Nations unies pour les réfugiés, il y avait mi-2017 dans le monde quelque 19,9 millions de personnes identifiées comme réfugié international. Le nombre de primo-demandeurs d'asile était de 3,9 millions et le nombre de déplacés internes, à l'intérieur d'un même pays, était de 39,1 millions. Ces trois données totalisent 62 millions de personnes, ce qui établit un nouveau record. Il y avait de plus 4,9 millions d'anciens réfugiés retournés dans leur pays d'origine (volontairement ou de force), 2,8 millions d'apatrides et 2,6 millions de personnes qui ne sont classées dans aucune catégorie, mais qui sont néanmoins assistées par le Haut Commissariat pour des raisons humanitaires.
Un réfugié est défini, selon la Convention de Genève, comme « toute personne qui, craignant avec raison d'être persécutée du fait de sa race, de sa religion, de sa nationalité, de son appartenance à un certain groupe social ou de ses opinions politiques, se trouve hors du pays dont elle a la nationalité et qui ne peut ou, du fait de cette crainte, ne veut se réclamer de la protection de ce pays ; ou qui, si elle n'a pas de nationalité et se trouve hors du pays dans lequel elle avait sa résidence habituelle, ne peut ou, en raison de ladite crainte, ne veut y retourner. » 
Une raison supplémentaire de fuite dans un pays tiers peut être une catastrophe naturelle ou un changement écologique radical. Il s'agit dans ce cas de réfugiés écologiques.

## Liste des pays d'accueil des réfugiés
La liste suivante classe les pays en fonction du nombre de réfugiés étrangers accueillis ainsi que du nombre de primo-demandeurs d'asile. Les données sont arrêtées à mi-2022,.
| Rang | Pays                             | Nombre de réfugiés | Nombre de demandeurs d'asile | Nombre total | Kommentar                                                                                               |
| ---- | -------------------------------- | ------------------ | ---------------------------- | ------------ | --- |
| 1    | Turquie                          | 3.673.808          | 294.078                      | 3.967.886    | Réfugiés fuyant principalement la guerre civile syrienne                                                |
| 2    | Allemagne                        | 2.234.932          | 237.691                      | 2.472.623    | Voir aussi : réfugiés de la guerre civile syrienne en Allemagne ou la Guerre russo-ukrainienne          |
| 3    | États-Unis                       | 347.851            | 1.439.653                    | 1.787.504    | |
| 4    | Pakistan                         | 1.539.554          | 24.729                       | 1.564.283    | Réfugiés fuyant principalement la guerre d'Afghanistan.                                                 |
| 5    | Ouganda                          | 1.489.559          | 39.713                       | 1.529.272    | Réfugiés fuyant principalement la guerre civile sud-soudanaise ou la guerre du Kivu.                    |
| 6    | Russie                           | 1.458.388          | 4.662                        | 1.463.050    | Réfugiés fuyant principalement la guerre russo-ukrainienne                                              |
| 7    | Pologne                          | 1.210.582          | 3.507                        | 1.214.089    | Réfugiés fuyant principalement la guerre russo-ukrainienne                                              |
| 8    | Soudan                           | 1.112.303          | 28.738                       | 1.141.041    | Réfugiés fuyant principalement la guerre civile sud-soudanaise.                                         |
| 9    | Bangladesh                       | 929.681            | 27                           | 929.708      | Voir aussi : conflit dans l'État d'Arakan (depuis 2016)                                                 |
| 10   | Éthiopie                         | 867.799            | 2.247                        | 870.046      | Réfugiés fuyant principalement la guerre civile somalienne ou la guerre civile sud-soudanaise.          |
| 11   | Liban                            | 835.714            | 8.675                        | 844.389      | Réfugiés fuyant principalement la guerre civile syrienneou le conflit israélo-palestinien.              |
| 12   | Iran                             | 840.739            | 34                           | 840.773      | Réfugiés fuyant principalement la guerre d'Afghanistan.                                                 |
| 13   | Jordanie                         | 715.440            | 46.364                       | 761.804      | Réfugiés fuyant principalement la guerre civile syrienne ou le conflit israélo-palestinien.             |
| 14   | France                           | 613.272            | 64.034                       | 677.306      | Voir aussi : réfugiés de la guerre civile syrienne en France                                            |
| 15   | Tchad                            | 580.295            | 4.766                        | 585.061      | Réfugiés fuyant principalement le Soudan du Sud et la République centrafricaine.                        |
| 16   | Kenya                            | 491.662            | 63.500                       | 555.162      | Réfugiés fuyant principalement la guerre civile somalienne ou la guerre civile sud-soudanaise.          |
| 17   | Pérou                            | 5.956              | 536.965                      | 542.921      | |
| 18   | République démocratique du Congo | 515.800            | 2.701                        | 518.501      | Réfugiés fuyant principalement la Rwanda, le Soudan du Sud, le Burundi et la République centrafricaine. |
| 19   | Cameroun                         | 475.392            | 8.582                        | 483.974      | Réfugiés fuyant principalement le Nigeria et la République centrafricaine.                              |
| 20   | Espagne                          | 263.803            | 124.030                      | 387.833      | Voir aussi : crise migratoire en Europe                                                                 |
| 21   | Tchéquie                         | 388.274            | 914                          | 389.188      | Réfugiés fuyant principalement la guerre russo-ukrainienne                                              |
| 22   | Égypte                           | 290.241            | 69.238                       | 359.479      | |
| 23   | Royaume-Uni                      | 231.597            | 127.421                      | 359.018      | Voir aussi : crise migratoire en Europe                                                                 |
| 24   | Italie                           | 295.506            | 58.908                       | 354.414      | Voir aussi : crise migratoire en Europe                                                                 |
| 25   | Soudan du Sud                    | 337.120            | 4.256                        | 341.376      | |
| 26   | Irak                             | 288.204            | 12.945                       | 301.149      | |
| 27   | Niger                            | 251.472            | 40.349                       | 291.821      | |
| 28   | Suède                            | 276.381            | 14.131                       | 290.512      | Voir aussi : crise migratoire en Europe                                                                 |
| 29   | Autriche                         | 233.524            | 34.457                       | 267.981      | Voir aussi : crise migratoire en Europe                                                                 |
| 30   | Brésil                           | 63.641             | 204.029                      | 267.670      | |
| 31   | Mexique                          | 84.594             | 180.264                      | 264.858      | |
| 32   | Inde                             | 233.353            | 16.113                       | 249.466      | |
| 33   | Afrique du Sud                   | 75.030             | 165.047                      | 240.077      | Réfugiés principalement d'origine zimbabwéenne et d'autres régions voisines en crise.                   |
| 34   | Tanzanie                         | 208.272            | 28.294                       | 236.566      | Réfugiés fuyant principalement le Burundi et la République démocratique du Congo                        |
| 35   | Pays-Bas                         | 198.407            | 21.070                       | 219.477      | Voir aussi : crise migratoire en Europe                                                                 |
| 36   | Costa Rica                       | 11.187             | 204.730                      | 215.917      | |
| 37   | Malaisie                         | 135.593            | 51.393                       | 186.986      | |
| 38   | Grèce                            | 147.420            | 22.117                       | 169.537      | Voir aussi : crise migratoire en Europe                                                                 |
| 39   | Bulgarie                         | 144.921            | 10.132                       | 155.053      | Voir aussi : crise migratoire en Europe                                                                 |
| 40   | Belgique                         | 127.831            | 20.368                       | 148.199      | Voir aussi : crise migratoire en Europe                                                                 |
| 41   | Australie                        | 53.523             | 84.950                       | 138.473      | |
| 42   | Canada                           | 56.596             | 69.903                       | 126.499      | |
| 43   | Rwanda                           | 121.874            | 356                          | 122.230      | |
| 44   | Suisse                           | 112.835            | 8.122                        | 120.957      | Voir aussi : crise migratoire en Europe                                                                 |
| 45   | Mauritanie                       | 114.074            | 4.592                        | 118.666      | |
| 46   | Algérie                          | 98.679             | 3.141                        | 101.820      | |
| 47   | Yémen                            | 83.516             | 13.802                       | 97.318       | |
| 48   | Thaïlande                        | 96.309             | 680                          | 96.989       | |
| 49   | Roumanie                         | 88.137             | 875                          | 89.012       | Réfugiés fuyant principalement la guerre russo-ukrainienne                                              |
| 50   | Moldavie                         | 79.477             | 8.117                        | 87.594       | Réfugiés fuyant principalement la guerre russo-ukrainienne                                              |
| 51   | Burundi                          | 82.196             | 3.662                        | 85.858       | |
| 52   | Slovaquie                        | 84.885             | 50                           | 84.935       | Réfugiés fuyant principalement la guerre russo-ukrainienne                                              |
| 53   | Nigeria                          | 82.773             | 1.529                        | 84.302       | |
| 54   | Zambie                           | 75.508             | 6.392                        | 81.900       | |
| 55   | Équateur                         | 58.848             | 11.640                       | 70.488       | |
| 56   | Norvège                          | 63.839             | 4.075                        | 67.914       | Voir aussi : crise migratoire en Europe                                                                 |
| 57   | Danemark                         | 63.213             | 2.928                        | 66.141       | Voir aussi : crise migratoire en Europe                                                                 |
| 58   | Chypre                           | 30.277             | 33.391                       | 63.668       | Voir aussi : crise migratoire en Europe                                                                 |
| 59   | Irlande                          | 51.647             | 9.774                        | 61.421       | Voir aussi : crise migratoire en Europe                                                                 |
| 60   | Afghanistan                      | 59.524             | 257                          | 59.781       | |
| 61   | Finlande                         | 53.327             | 5.405                        | 58.732       | Voir aussi : crise migratoire en Europe                                                                 |
| 62   | Angola                           | 26.151             | 30.275                       | 56.426       | |
| 63   | Malawi                           | 32.216             | 22.584                       | 54.800       | |
| 64   | République du Congo              | 41.039             | 13.712                       | 54.751       | |
| 65   | Mali                             | 52.680             | 816                          | 53.496       | |
| 66   | Portugal                         | 48.670             | 2.858                        | 51.528       | Voir aussi : crise migratoire en Europe                                                                 |
| 67   | Lituanie                         | 49.535             | 381                          | 49.916       | Réfugiés fuyant principalement la guerre russo-ukrainienne                                              |
| 68   | Venezuela                        | 39.345             | 1.045                        | 40.390       | Réfugiés fuyant principalement le conflit armé colombien.                                               |
| 69   | Libye                            | 2.705              | 37.184                       | 39.889       | |
| 70   | Djibouti                         | 24.349             | 11.183                       | 35.532       | |
| 71   | Lettonie                         | 35.081             | 170                          | 35.251       | Réfugiés fuyant principalement la guerre russo-ukrainienne                                              |
| 72   | Arménie                          | 34.274             | 395                          | 34.669       | |
| 73   | Burkina Faso                     | 27.044             | 7.525                        | 34.569       | |
| 74   | Somalie                          | 15.118             | 18.175                       | 33.293       | |
| 75   | Hongrie                          | 31.510             | 20                           | 31.530       | Réfugiés fuyant principalement la guerre russo-ukrainienne                                              |
| 76   | Estonie                          | 28.600             | 174                          | 28.774       | Réfugiés fuyant principalement la guerre russo-ukrainienne                                              |
| 77   | Mozambique                       | 4.793              | 23.901                       | 28.694       | |
| 78   | Colombie                         | 1.522              | 26.919                       | 28.441       | |
| 79   | Serbie und Kosovo                | 26.417             | 282                          | 26.699       | |
| 80   | Israël                           | 1.298              | 25.162                       | 26.460       | |
| 81   | Géorgie                          | 24.024             | 1.160                        | 25.184       | |
| 82   | Trinité-et-Tobago                | 3.477              | 18.494                       | 21.971       | |
| 83   | Zimbabwe                         | 9.939              | 11.840                       | 21.779       | |
| 84   | Syrie                            | 14.115             | 7.662                        | 21.777       | |
| 85   | Népal                            | 19.573             | 156                          | 19.729       | |
| 86   | Maroc                            | 7.579              | 11.095                       | 18.674       | |
| 87   | Japon                            | 1.508              | 16.709                       | 18.217       | |
| 88   | Croatie                          | 16.415             | 1.077                        | 17.492       | |
| 89   | Corée du Sud                     | 3.559              | 12.146                       | 15.705       | |
| 90   | Argentine                        | 4.073              | 11.313                       | 15.386       | |
| 91   | Uruguay                          | 983                | 13.108                       | 14.091       | |
| 92   | Malte                            | 10.568             | 3.262                        | 13.830       | |
| 93   | Panama                           | 2.568              | 11.253                       | 13.821       | |
| 94   | Arabie saoudite                  | 335                | 13.483                       | 13.818       | |
| 95   | Biélorussie                      | 12.547             | 780                          | 13.327       | |
| 96   | Indonésie                        | 9.736              | 3.323                        | 13.059       | |
| 97   | Ouzbékistan                      | 13.031             | 0                            | 13.031       | |
| 98   | Chili                            | 2.086              | 10.757                       | 12.843       | |
| 99   | Papouasie-Nouvelle-Guinée        | 11.671             | 447                          | 12.118       | |
| 100  | Sénégal                          | 11.779             | 267                          | 12.046       | |
| 101  | Luxembourg                       | 9.868              | 1.795                        | 11.663       | |
| 102  | République centrafricaine        | 10.959             | 367                          | 11.326       | |
| 103  | Tadjikistan                      | 9.629              | 1.638                        | 11.267       | |
| 104  | Togo                             | 10.544             | 661                          | 11.205       | |
| 105  | Tunisie                          | 3.322              | 6.178                        | 9.500        | |
| 106  | Monténégro                       | 9.236              | 121                          | 9.357        | |
| 107  | Slovénie                         | 7.570              | 990                          | 8.560        | |
| 108  | Émirats arabes unis              | 1.405              | 7.152                        | 8.557        | |
| 109  | Namibie                          | 4.044              | 2.782                        | 6.826        | |
| 110  | Azerbaïdjan                      | 6.466              | 121                          | 6.587        | |
| 111  | Paraguay                         | 4.473              | 1.594                        | 6.067        | |
| 112  | Côte d'Ivoire                    | 5.605              | 156                          | 5.761        | |
| 113  | Gambie                           | 4.433              | 1.018                        | 5.451        | |
| 114  | Liberia                          | 3.258              | 1.369                        | 4.627        | |
| 115  | Guinée                           | 4.344              | 53                           | 4.397        | |
| 116  | Islande                          | 3.290              | 670                          | 3.960        | |
| 117  | Ukraine                          | 2.345              | 1.325                        | 3.670        | |
| 118  | Suriname                         | 30                 | 2.456                        | 2.486        | |
| 119  | Nouvelle-Zélande                 | 1.798              | 583                          | 2.381        | |
| 120  | Bénin                            | 1.771              | 571                          | 2.342        | |
| 121  | Albanie                          | 2.306              | 6                            | 2.312        | |
| 122  | Belize                           | 89                 | 2.071                        | 2.160        | |
| 123  | Guatemala                        | 611                | 1.472                        | 2.083        | |
| 124  | Eswatini                         | 1.035              | 774                          | 1.809        | |
| 125  | Koweït                           | 704                | 1.088                        | 1.792        | |
| 126  | Philippines                      | 817                | 678                          | 1.495        | |
| 127  | Macédoine du Nord                | 1.430              | 15                           | 1.445        | |
| 128  | République dominicaine           | 190                | 1.017                        | 1.207        | |
| 129  | Bolivie                          | 1.116              | 27                           | 1.143        | |
| 130  | Chine                            | 331                | 795                          | 1.126        | |
| 131  | Kirghizistan                     | 304                | 809                          | 1.113        | |
| 132  | Nauru                            | 956                | 98                           | 1.054        | |
| 133  | Kazakhstan                       | 350                | 642                          | 992          | |
| 134  | Sri Lanka                        | 736                | 169                          | 905          | |
| 135  | Botswana                         | 723                | 89                           | 812          | |
| 136  | Oman                             | 295                | 493                          | 788          | |
| 137  | Liechtenstein                    | 504                | 58                           | 562          | |
| 138  | Lesotho                          | 234                | 278                          | 512          | |
| 139  | Qatar                            | 197                | 311                          | 508          | |
| 140  | Bosnie-Herzégovine               | 349                | 134                          | 483          | |
| 141  | Bahreïn                          | 255                | 194                          | 449          | |
| 142  | Nicaragua                        | 311                | 126                          | 437          | |
| 143  | Gabon                            | 251                | 53                           | 304          | |
| 144  | Madagascar                       | 185                | 104                          | 289          | |
| 145  | Honduras                         | 164                | 111                          | 275          | |
| 146  | Îles Caïmans                     | 59                 | 166                          | 225          | |
| 147  | Guyana                           | 23                 | 135                          | 158          | |
| 148  | Salvador                         | 84                 | 54                           | 138          | |
| 149  | Érythrée                         | 121                | 0                            | 121          | |
| 150  | Cuba                             | 81                 | 13                           | 94           | |
| 151  | Guinée-Bissau                    | 29                 | 30                           | 59           | |
| 152  | Cambodge                         | 24                 | 12                           | 36           | |
| 153  | Jamaïque                         | 31                 | 5                            | 36           | |
| 154  | Comores                          | 19                 | 0                            | 19           | |
| 155  | Monaco                           | 17                 | 0                            | 17           | |
| 156  | Turkménistan                     | 14                 | 0                            | 14           | |
| 157  | Fidji                            | 12                 | 0                            | 12           | |
| 158  | Bahamas                          | 10                 | 0                            | 10           | |
| 158  | Maurice                          | 10                 | 0                            | 10           | |
| 158  | Sierra Leone                     | 10                 | 0                            | 10           | |
| 161  | Mongolie                         | 5                  | 0                            | 5            | |
| 162  | Haïti                            | 0                  | 0                            | 0            | |
| 162  | Saint-Christophe-et-Niévès       | 0                  | 0                            | 0            | |
| 162  | Barbade                          | 0                  | 0                            | 0            | |
| 162  | Seychelles                       | 0                  | 0                            | 0            | |
| 162  | Grenade                          | 0                  | 0                            | 0            | |
| 162  | Bahreïn                          | 0                  | 0                            | 0            | |
| 162  | Guinée équatoriale               | 0                  | 0                            | 0            | |
| 162  | Cap-Vert                         | 0                  | 0                            | 0            | |
| 162  | Laos                             | 0                  | 0                            | 0            | |
| 162  | Birmanie                         | 0                  | 0                            | 0            | |
| 162  | Timor oriental                   | 0                  | 0                            | 0            | |
| 162  | Palestine                        | 0                  | 0                            | 0            | |
| 162  | Singapour                        | 0                  | 0                            | 0            | |
| 162  | Viêt Nam                         | 0                  | 0                            | 0            | |
| 162  | Sahara occidental                | 0                  | 0                            | 0            | |
|      | Monde                            | 26.664.700         | 4.910.889                    | 31.575.589   | |

## Liste des pays de départ des réfugiés
Cette liste présente les principaux pays d'origine des réfugiés internationaux selon les chiffres de l'HCNUR, en date  de mi-2022.
| Rang | Pays                             | Nombre de réfugiés | Nombre de demandeurs d'asile | Nombre total | Note |
| ---- | -------------------------------- | ------------------ | ---------------------------- | ------------ | --- |
| 1    | Syrie                            | 6.824.062          | 131.923                      | 6.955.985    | Réfugiés fuyant principalement la guerre civile syrienne                                                                  |
| 2    | Ukraine                          | 5.437.961          | 42.120                       | 5.480.081    | Réfugiés fuyant principalement la guerre russo-ukrainienne                                                                |
| 3    | Afghanistan                      | 2.840.672          | 270.533                      | 3.111.205    | Réfugiés fuyant principalement la guerre d'Afghanistan                                                                    |
| 4    | Soudan du Sud                    | 2.362.756          | 5.272                        | 2.368.028    | Réfugiés fuyant principalement la Guerre civile sud-soudanaise                                                            |
| 5    | Birmanie                         | 1.209.086          | 50.005                       | 1.259.091    | Réfugiés fuyant principalement le conflit armé birman.                                                                    |
| 6    | Venezuela                        | 211.944            | 1.039.207                    | 1.251.151    | Réfugiés fuyant la crise sociale et politique au Venezuela.                                                               |
| 7    | République démocratique du Congo | 909.850            | 142.253                      | 1.052.103    | Réfugiés fuyant principalement la guerre du Kivu.                                                                         |
| 8    | Soudan                           | 844.260            | 83.177                       | 927.437      | Réfugiés fuyant principalement la guerre du Darfour et le conflit au Kordofan du Sud.                                     |
| 9    | Somalie                          | 799.145            | 56.879                       | 856.024      | Réfugiés fuyant principalement la guerre civile somalienne                                                                |
| 10   | République centrafricaine        | 737.883            | 14.094                       | 751.977      | Réfugiés fuyant principalement la troisième guerre civile centrafricaine                                                  |
| 11   | Irak                             | 345.305            | 240.468                      | 585.773      | Réfugiés fuyant principalement la seconde guerre civile irakienne.                                                        |
| 12   | Érythrée                         | 501.677            | 76.071                       | 577.748      | Réfugiés fuyant principalement la dictature d'Isaias Afwerki.                                                             |
| 13   | Nigeria                          | 400.633            | 88.084                       | 488.717      | Réfugiés fuyant principalement l'Insurrection de Boko Haram                                                               |
| 14   | Burundi                          | 318.980            | 52.391                       | 371.371      | Réfugiés fuyant principalement les conflits ethniques au Burundi                                                          |
| 15   | Éthiopie                         | 151.843            | 144.204                      | 296.047      | |
| 16   | Chine                            | 164.342            | 116.868                      | 281.210      | Réfugiés fuyant principalement les troubles dans la région autonome ouïghoure du Xinjiang ou des persécutions politiques. |
| 17   | Rwanda                           | 248.423            | 22.907                       | 271.330      | |
| 18   | Honduras                         | 57.492             | 181.038                      | 238.530      | Réfugiés fuyant principalement la guerre de la drogue en Amérique centrale                                                |
| 19   | Nicaragua                        | 12.481             | 224.502                      | 236.983      | |
| 20   | Mali                             | 200.471            | 21.371                       | 221.842      | |
| 21   | Colombie                         | 116.150            | 104.195                      | 220.345      | Réfugiés fuyant principalement le conflit armé colombien.                                                                 |
| 22   | Iran                             | 142.346            | 64.937                       | 207.283      | |
| 23   | Salvador                         | 54.777             | 151.770                      | 206.547      | Réfugiés fuyant principalement la guerre de la drogue en Amérique centrale                                                |
| 24   | Guatemala                        | 28.421             | 162.785                      | 191.206      | Réfugiés fuyant principalement la guerre de la drogue en Amérique centrale                                                |
| 25   | Pakistan                         | 123.218            | 58.244                       | 181.462      | Réfugiés fuyant principalement le conflit armé du Nord-Ouest du Pakistan ou le conflit baloutche.                         |
| 26   | Haïti                            | 28.981             | 147.576                      | 176.557      | |
| 27   | Cameroun                         | 138.249            | 21.688                       | 159.937      | |
| 28   | Sri Lanka                        | 144.757            | 13.220                       | 157.977      | Réfugiés fuyant principalement la guerre civile du Sri Lanka                                                              |
| 29   | Turquie                          | 102.429            | 51.444                       | 153.873      | Voir aussi : Tentative de coup d'État de 2016 en Turquie                                                                  |
| …    | Inconnu                          | 95.002             | 51.514                       | 146.516      | |
| 30   | Mexique                          | 16.224             | 115.723                      | 131.947      | Réfugiés fuyant principalement la guerre de la drogue au Mexique.                                                         |
| 31   | Russie                           | 75.851             | 49.384                       | 125.235      | |
| 32   | Cuba                             | 12.324             | 107.904                      | 120.228      | |
| 33   | Sahara occidental                | 116.938            | 671                          | 117.609      | Réfugiés fuyant principalement le conflit avec le Maroc au Sahara occidental.                                             |
| 34   | Palestine                        | 103.001            | 8.050                        | 111.051      | Réfugiés fuyant principalement le conflit israélo-palestinien.                                                            |
| 35   | Inde                             | 17.001             | 82.125                       | 99.126       | |
| 36   | Bangladesh                       | 23.388             | 67.080                       | 90.468       | |
| 37   | Yémen                            | 40.900             | 36.775                       | 77.675       | Réfugiés fuyant principalement l'Opération Restaurer l'espoir et guerre civile yéménite                                   |
| …    | Apatrides                        | 57.999             | 5.341                        | 63.340       | |
| 38   | Guinée                           | 36.026             | 25.163                       | 61.189       | |
| 39   | Côte d'Ivoire                    | 29.593             | 22.019                       | 51.612       | Réfugiés ayant fui principalement la Crise ivoirienne de 2010-2011                                                        |
| 40   | Égypte                           | 25.222             | 24.173                       | 49.395       | |
| 41   | Mauritanie                       | 36.785             | 8.352                        | 45.137       | |
| 42   | Albanie                          | 20.263             | 24.519                       | 44.782       | |
| 43   | Serbie und Kosovo                | 30.937             | 5.547                        | 36.484       | |
| 44   | Géorgie                          | 11.924             | 20.789                       | 32.713       | |
| 45   | Sénégal                          | 13.730             | 18.898                       | 32.628       | Réfugiés fuyant principalement le conflit en Casamance                                                                    |
|      | Monde                            | 26.664.700         | 4.910.889                    | 31.575.589   | |

## Déplacés internes à un même pays
La liste suivante classe les pays où le nombre de déplacés internes en 2022 a été le plus important.
| Rang | Pays                             | Nombre de déplacés internes | Note                                                                |
| ---- | -------------------------------- | --------------------------- | ------------------------------------------------------------------- |
| 1    | Syrie                            | 6.754.277                   | Voir aussi : Guerre civile syrienne                                 |
| 2    | Colombie                         | 6.746.833                   | Voir aussi : Conflit armé colombien                                 |
| 3    | Ukraine                          | 6.275.000                   | Voir aussi : Guerre russo-ukrainienne                               |
| 4    | République démocratique du Congo | 5.338.418                   | Voir aussi : Guerre du Kivu                                         |
| 5    | Éthiopie                         | 4.500.000                   | Voir aussi : Guerre du Tigré                                        |
| 6    | Yémen                            | 4.288.739                   | Voir aussi : Opération Restaurer l'espoir et guerre civile yéménite |
| 7    | Afghanistan                      | 3.393.176                   | Voir aussi : Guerre d'Afghanistan (2001-2021)                       |
| 8    | Nigeria                          | 3.098.404                   | Voir aussi : Insurrection de Boko Haram                             |
| 9    | Soudan                           | 3.036.593                   | Voir aussi : Guerre du Darfour et conflit au Kordofan du Sud        |
| 10   | Somalie                          | 2.967.500                   | Voir aussi : Guerre civile somalienne                               |
| 11   | Soudan du Sud                    | 2.229.657                   | Voir aussi : Guerre civile sud-soudanaise                           |
| 12   | Burkina Faso                     | 1.902.150                   |                                                                     |
|      | Monde                            | 58.352.037                  |                                                                     |

## Historique du nombre de réfugiés mondiaux (1951-2022)
La liste ci-après présente un aperçu de l'évolution du nombre de réfugiés internationaux dans le monde entre 1951 et 2017, ainsi que du nombre de demandeurs d'asile et de déplacés internes depuis 2000.
| Année | Nombre de réfugiés | Nombre de demandeurs d'asile | Nombre de déplacés internes | Total      |
| ----- | ------------------ | ---------------------------- | --------------------------- | ---------- |
| 1951  | 2 116 011          | …                            | …                           | 2 116 011  |
| 1960  | 1 656 664          | …                            | …                           | 1 656 664  |
| 1970  | 2 464 730          | …                            | …                           | 2 464 730  |
| 1980  | 8 454 937          | …                            | …                           | 8 454 937  |
| 1990  | 17 395 979         | …                            | …                           | 17 395 979 |
| 2000  | 12 129 572         | 947 926                      | 5 998 501                   | 19 075 999 |
| 2010  | 10 549 681         | 837 445                      | 14 697 804                  | 26 084 930 |
| 2016  | 17 187 488         | 2 826 508                    | 36 627 127                  | 56 641 123 |
| 2017  | 19 941 347         | 3 090 898                    | 39 118 516                  | 62 215 761 |
| 2022  | 26 664 700         | 4 910 889                    | 58 352 037                  | 89 927 626 |